# Trattaggsvamp
Trattaggsvamp (Phellodon tomentosus) är en svampart som först beskrevs av L., och fick sitt nu gällande namn av Banker 1906. Trattaggsvamp ingår i släktet lädertaggsvampar och familjen Bankeraceae.  Arten är reproducerande i Sverige. Inga underarter finns listade i Catalogue of Life.
I den svenska databasen Dyntaxa används istället namnet Phellodon connatus för samma taxon.  Arten är reproducerande i Sverige.

## Bildgalleri

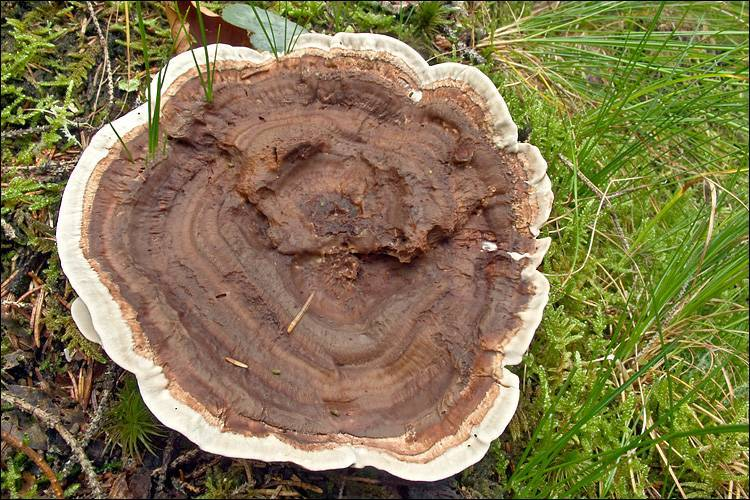
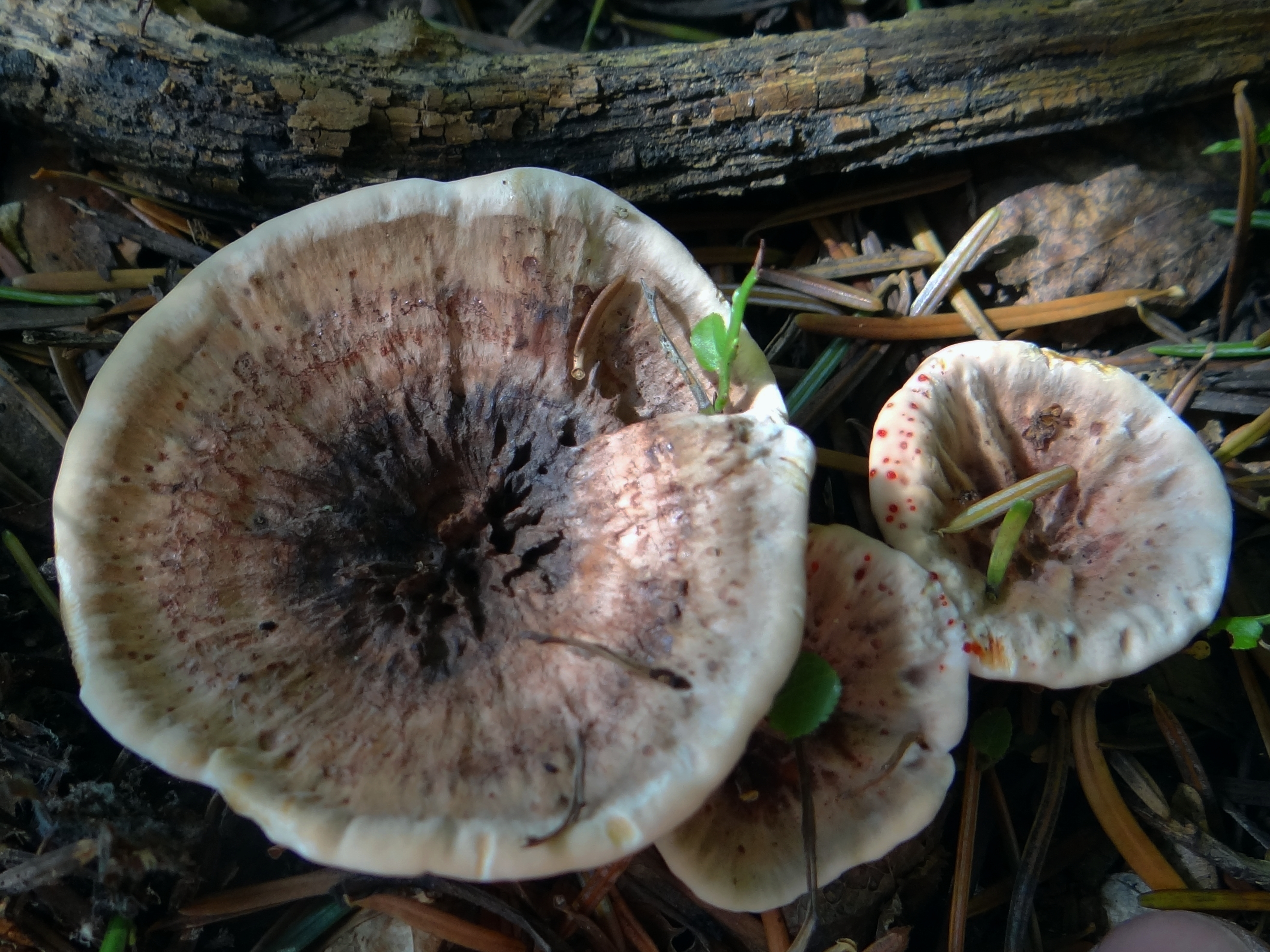
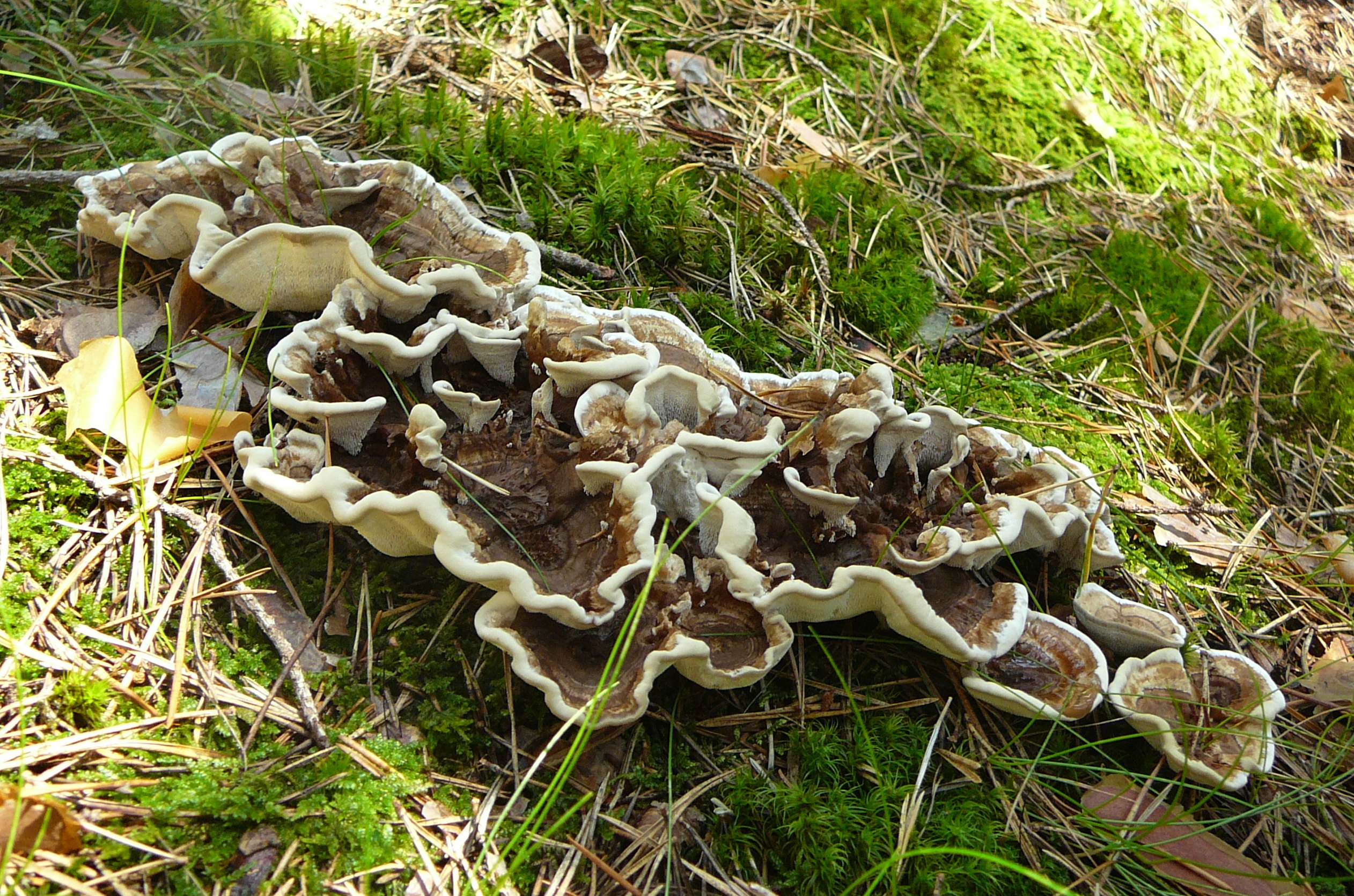